# Revolta Cavalerilor
Revolta Cavalerilor din 1522 a fost o revoltă a unui număr de cavaleri germani protestanți și umaniști religioși conduși de Franz von Sickingen, împotriva Bisericii Romano-Catolice și Sfântului Împărat Roman. Aceasta a fost numită și „Rebeliunea baronilor săraci“. Revolta a fost de scurtă durată, dar a inspirat sângerosul războiul țărănesc german din 1524-1526.

## Context
La sfârșitul Evului Mediu, cavalerii imperiali se aflau într-o perioadă de declin constant. Avansul comerțului urban și industria în dauna agriculturii tradiționale, combinat cu creșterea ratelor dobânzilor și declinul valorilor terenurilor, a afectat cavalerii din punct de vedere financiar, în timp ce orașele din ce în ce mai bogate ale Sfântului Imperiu Roman au devenit suficient de puternice pentru a rezista atacurilor. Puterea crescândă a nobilimii, sau a prinților, ajutați de introducerea dreptului roman, care a înlăturat dreptul comun anterior, i-a lovit pe cavaleri din punct de vedere politic. Pe lângă aceasta, importanța lor în luptă era în scădere o dată cu avansul tehnologiei militare și a tacticilor. Mercenarii deveniseră o piedică în război și importanța abilităților personale și a curajului în război a fost mult redusă.
Cavalerii au refuzat să coopereze fie cu nobilimea să câștige din puterea orașelor, fie cu orașele împotriva prinților. Chiar dacă acești cavaleri ar fi încercat să conlucreze cu orașele sau cu nobilimea mare pentru a realiza o reformă este extrem de improbabil ca nobilimea sa fi răspuns favorabil.
Condițiile din Germania nu erau precum condițiile din Anglia. În Anglia, Războiul Rozelor (1455-1485), care l-a adus pe Henric al VII-lea pe tron, a însemnat sfârșitul aristocrației feudale. Înainte de domnia lui Henric al al VII-lea aristocrația feudală avea mână liberă sa conducă în Anglia. Pe tron, Henric al VII-lea a căutat să întărească și să centralizeze guvernul său. Pentru a face acest lucru avea nevoie de fonduri. Când predecesorii săi de pe tronul englez au încercat să obțină fonduri suplimentare, au încercat să obțină terenuri suplimentare pentru coroană. În cadrul sistemului feudal, mai mult teren aducea mai multe venituri. Cu toate acestea, Henric al al VII-lea și-a dat seama că o modalitate mai eficientă de a strânge fonduri pentru guvernul său, era aceea de a impozita veniturile clasei crescânde de comercianți, mai ales a celor care făceau comerț cu lână și stofă de lână. Într-adevăr, ca un „bun om de afaceri“ și ca politician, Henric al VII-lea a fost conștient de faptul că „îmbogățindu-i pe comercianții însemna să se îmbogățească el prin creșterea taxelor vamale“. În același timp, Henric al VII-lea ar fi „câștigat recunoștința clasei de afaceriști. Acest mecanism a fost cel care a slăbit și, în cele din urmă, distrus sistemul feudal din Anglia.
În Germania nu au existat aceleași condiții. Nu exista niciun guvern central puternic în Germania pentru a colecta taxe vamale asupra comerțului. În schimb, veniturile din comerț mergeau direct înapoi la lorzii feudali situați în diferite principate și fiefurile lor aflate pe tot cuprinsul Germaniei. Cu o Germanie împărțită într-un mozaic de mici regate și feude,  puterea guvernamentală se afla sub controlul feudalilor locali. Pentru a aduce reformele pe care le doreau, cavalerii aveau nevoie de sprijinul unit al orașelor și al țărănimii. Cu toate acestea, acest sprijin s-a dovedit a fi evaziv. Țărănimea îi privea cu neîncredere pe cavaleri, aproape la fel de mult ca pe nobili. Numai un plan care includea o abolire totală a iobăgiei, sclavia și privilegiile nobilimii ar fi putut să îi facă pe țărani să se alăture cavalerilor în lupta pentru reformă.
În Reichstagul din 1495, orașele imperiale au prezentat un act de protest, care conținea mai multe puncte, ce indicau lipsa lor de reprezentare efectivă în Reichstag. Cu toate acestea, singura parte din lege care a fost votată a fost interzicerea războiului privat. Chiar și atunci, prinții s-au asigurat că interdicția se aplică numai cavalerilor și au exceptat în mod specific orice războaie private, în care ar fi putut fi implicate. Aceasta a văduvit cavalerii de o sursă majoră de venit și mândrie. Capturarea și deținerea de orașe și prinți pentru răscumpărare a devenit principala sursă de venit pentru cavaleri.

## Convenția Frățească a Cavalerilor

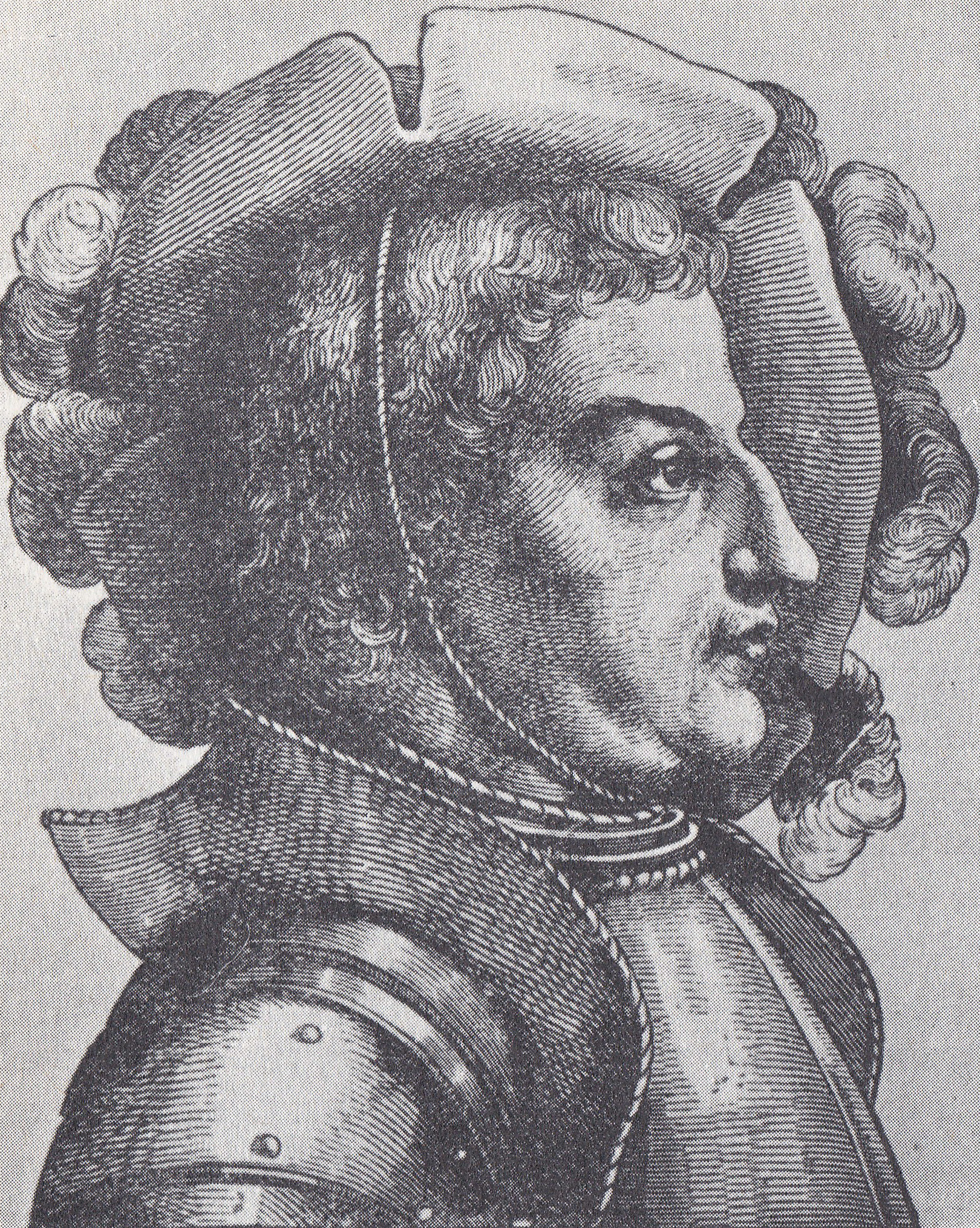
Liderul cavalerilor: Franz von Sickingen

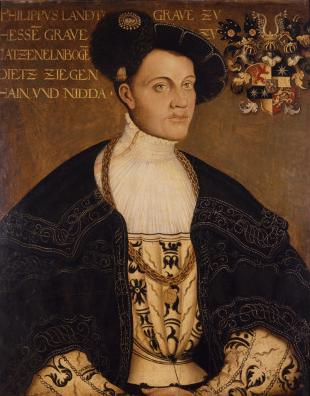
Principalul său oponent: Filip I, Landgraf de Hessa

Franz von Sickingen, adesea numit „ultimul cavaler“, a trăit cea mai mare parte a vieții sale de-a lungul Rinului. După ce a petrecut ceva timp în slujba împăratului Maximilian împotriva Veneției, el a petrecut mulți ani terorizând orașe și prinți de-a lungul Rinului, ceea ce l-a făcut să devină un om foarte bogat. Când au avut loc alegerile în 1519, a primit mită de la Francisc I al Franței, dar în cele din urmă și-a condus trupele la Frankfurt, prin prezența lor ajutând la asigurarea victoriei lui Carol Quintul. După aceasta, Von Sickingen a pornit o invazie împotriva Picardiei franceze pentru Carol.
Sickingen a făcut cunoștință cu Ulrich von Hutten, un cavaler religios umanist. Împreună, Hutten și Sickingen au formulat o serie de reforme propuse cerând eliminarea tuturor principatelor independente, unificarea tuturor țărilor vorbitoare de limbă germană sub un singur guvern național, secularizarea tuturor domeniilor bisericești și a moșiilor și stabilirea unei „democrații nobiliare conduse de un monarh”. Hutten și Sickingen sperau că acest program ar fi suficient pentru a încuraja țărănimea să se alăture cu entuziasm cavalerilor în realizarea reformei.
Sub influența lui Hutten, castelul lui Sickingen de Ebernburg a devenit un centru al Renașterii umaniste și, mai târziu, al gândirii luterane, cu multe broșuri provenind de la castel. Sickingen l-a ajutat pe Johann Reuchlin să scape de dominicanii din Köln, și a oferit adăpost altor reformatori, cum ar fi Martin Bucer și Johannes Oecolampadius. El a oferit adăpost chiar și lui Martin Luther după dieta din Worms, dar acesta a ales să rămână cu Frederick de Saxonia.
În 1522, în timp ce împăratul se afla în Spania, Sickingen a convocat o „convenție frățească“ a cavalerilor. În cadrul convenției a fost ales ca lider al lor, și au decis să ia cu forța ceea ce cavalerii nu au fost în măsură să obțină prin reprezentarea lor slabă în Reichstag. Ținta aleasă de cavalerii să înceapă revolta lor a fost Richard Greiffenklau, arhiepiscopul de Trier, un oponent ferm al lui Luther și al susținătorilor săi. Scuza folosită pentru atac a fost o răscumpărare neplătită de către doi consilieri unui alt cavaler pe care îi capturase cu câțiva ani în urmă. Declarația de război a lui Sickingen a fost plină de retorică religioasă menită să încurajeze oamenii din oraș să se predea și să îl răstoarne pe arhiepiscopul lor, și astfel să îi scutească pe cavaleri de un asediu asupra orașului.

## Campania împotriva orașului Trier
Sickingen a adunat o armată parțial pe cont propriu și parțial cu ajutorul cavalerilor vecini. [6] Sickingen a cerut soldaților săi să desfășoare steagul imperial, și a pretins că acționează în numele împăratului. Cu toate acestea, Dieta Imperială din Nürnberg, care acționa ca regentă în timpul absenței împăratului, nu a fost de acord, și i-a ordonat lui Sickingen să oprească campania sub amenințarea unei interdicții imperiale. Campania a fost lansată în toamnă, ceea ce indica faptul că Von Sickingen nu intenționa să continue în acel an.
Sickingen a ignorat Dieta, cu toate acestea, și a continuat să preseze Trierul. Din nefericire pentru el, oamenii din oraș nu s-au revoltat împotriva lui Richard, și Richard s-a dovedit a fi un soldat capabil. În plus, contele palatin și landgraful de Hessa au venit în ajutorul lui Richard. După șapte zile de asediu, inclusiv cinci tentative de asalt, Von Sickingen a rămas fără praf de pușcă și s-a retras la Ebernberg. Între timp, Consiliul regenței imperiale a emis o interdicție imperială.
În timpul retragerii sale, detractorii au afirmat că a jefuit întreaga țară, inclusiv orașul Kaiserslautern. Cu toate acestea, susținătorii săi au afirmat că au jefuit doar bisericile și mănăstirile catolice pe care le urau.

## Înfrângerea
Sickingen a părăsit Ebernberg pentru a-și petrece iarna în castelul său din Landstuhl, cel mai puternic castel al său, unde se făcuseră recent reparații extinse și unde spera să continue lupta. Castelul lui Sickingen de la Landstuhl era socotit a fi unul dintre cele mai puternice castele din Germania. Sickingen s-a simțit în siguranță în Landstuhl. Hutten a fugit în Elveția, și împreună cu alți emisari, a început să caute sprijin pentru o nouă campanie militară pentru anul următor.
Când Ludovic al V-lea, Filip de Hessa și Richard de Trier i-au asediat castelul din Landstuhl, Sickingen se aștepta ca asediul să dureze cel puțin patru luni, timp în care întăririle puteau ajunge să-l salveze. Cu toate acestea, el a subestimat puterea noilor arme de artilerie, și într-o săptămână apărarea lui era în ruine, el fiind grav rănit. Pe 7 mai, s-a predat celor trei prinți și a murit din cauza rănilor sale.
O dată cu moartea sa, cavalerii au dispărut ca forță semnificativă în Germania. Hutten a trăit numai câteva luni mai mult decât Sickingen, întâlnindu-se prima dată cu reformatorul Huldrych Zwingli la Zürich, înainte de a muri singur de sifilis într-o mănăstire elvețiană.

## Evoluții ulterioare
Celor mai mulți dintre susținătorii importanți ai revoltei li s-au confiscat castelele. Arhiepiscopul de Mainz a fost chiar amendat pentru presupusa complicitate în complot. Cavalerii erau în general, în stare de faliment, ca urmare a incapacității revoltei de a schimba situația lor în fața creșterii inflației, a agriculturii aflate în declin, a creșterii cerințelor prinților și a incapacității de a trăi prin „jaf la drumul mare” legal.
Prin urmare, cei mai mulți cavaleri au trăit ca mici stăpâni feudali, trăind din impozitarea masivă a țăranilor. Nu erau independenți în realitate, iar cei care s-au ridicat deasupra statutului lor au reușit acest lucru acționând ca manageri competenți, preoți și generali pentru prinți. Câțiva, cum ar fi Florian Geyer, au refuzat să cedeze, și i-au ajutat pe țărani la propria lor rebeliune câțiva ani mai târziu.
Refuzul pe scară largă de a plăti zeciuiala bisericii în timpul revoltei s-a răspândit, ulterior, în rândul claselor țărănești și i-a inspirat să refuze să plătească zeciuiala, acesta fiind unul dintre factorii care au dus la revolta țăranilor. Astfel, fie guvernul provinciei ar fi trebuit să se ocupe cu instituțiile corupte, sau țăranii le vor ocupa și jefui.